# Seznam župnij dekanije Dobrla vas
Dvojezična dekanija Dobrla vas je dekanija rimskokatoliške Krške škofije na avstrijskem Južnem Koroškem oz. v  zvezni deželi Koroški. 
Uradna jezika po cerkvenem pravu sta nemščina in slovenščina.
Seznam navaja  župnije, patrocinije ter vsa pripadajoča cerkvena poslopja oz. podružnične cerkve.

## Župnije s cerkvenimi poslopji
| Župnija                                      | Patrocinij                       | cerkveno poslopje | slika |
| Apače (nem. Abtei)                           | sv. Lenart                       | Župnijska cerkev Apače (Galicija) |       |
| Dobrla vas (nem. Eberndorf)                  | Marijino vnebovzetje             | Župnijska cerkev Dobrla vas Podružnična cerkev Bukovje, Podružnična cerkev Lovanke, Podružnična cerkev Goselna vas, Podružnična cerkev Sv. Duh, Podružnična cerkev Kokje, Podružnična cerkev Belovče, Podružnična cerkev Marija na gori, Podružnična cerkev Pribla vas |       |
| Obirsko (nem. Ebriach)                       | Janez Krstnik                    | Župnijska cerkev Obirsko Podružnična cerkev Šentlenart (Obirsko), Podružnična cerkev Korte |       |
| Železna kapla (nem. Eisenkappel)             | Sveti Mihael                     | Župnijska cerkev Železna Kapla Podružnična cerkev Marija v Trnju, Podružnična cerkev Remšenik |       |
| Galicija (nem. Gallizien)                    | Sveti Jakob                      | Župnijska cerkev Galicija |       |
| Globasnica (nem. Globasnitz)                 | Marijino vnebovzetje             | Župnijska cerkev Globasnica Podružnična cerkev Sv. Hemma, Podružnična cerkev Podjuna, Podružnična cerkev Sv. Šiman |       |
| Sinča vas (nem. Kühnsdorf)                   | Sv. Egidij/Šentilj               | Župnijska cerkev Sinča vas Podružnična cerkev Šmarkež, Podružnična cerkev Žirovnica (Škocjan v Podjuni) |       |
| Mohliče (nem. Möchling)                      | Sveti Pavel                      | Župnijska cerkev Mohliče |       |
| Rebrca (nem. Rechberg)                       | Sveti Jernej                     | Župnijska cerkev Rebrca Podružnična cerkev Klanče |       |
| Žitara vas (nem. Sittersdorf)                | Sveta Helena in Sveti Ožbolt     | Župnijska cerkev Žitara vas |       |
| Škocjan v Podjuni                            | Sveti Kancij                     | Župnijska cerkev Škocjan Podružnična cerkev Št. Jurij (Škocjan v Podjuni), Podružnična cerkev Klopinj, Podružnična cerkev Sreje, Podružnična cerkev Šentlovrenc |       |
| Šentlipš (nem. St. Philippen ob Sonnegg)     | Sveti Filip in Sveti Jakob mladi | Župnijska cerkev Šentlipš v Podjuni Podružnična cerkev Stara vas , Podružnična cerkev Banja vas |       |
| Šteben (nem. St. Stefan unter Feuersberg)    | Sveti Štefan                     | Župnijska cerkev Šteben (Globasnica) |       |
| Šentvid v Podjuni (nem. St. Veit im Jauntal) | Sveti Primož                     | Župnijska cerkev Šentvid v Podjuni Podružnična cerkev Rikarja vas, Podružnična cerkev Stara farna cerkev, Podružnična cerkev Grabalja vas, Podružnična cerkev Mokrije, Podružnična cerkev Šentprimož                                                                   |       |
| Kamen v Podjuni (nem. Stein im Jauntal)      | Sveti Lovrenc                    | Župnijska cerkev Kamen v Podjuni Podružnična cerkev na pokopališču v Kamnu v Podjuni |       |